# The Art Journal
The Art Journal est, tout au long de sa diffusion (1839-1912), le magazine d'art britannique le plus important de l'époque victorienne. Publié à Londres, il est fondé par Hodgson & Graves, éditeurs d'estampes, sous le premier titre de Art Union Monthly Journal.

## Histoire
L'éditeur Hodgson & Graves engage Samuel Carter Hall comme rédacteur en chef, lequel est assisté par James Dafforne (en). Le premier numéro de Art Union Monthly Journal est publié le 15 février 1839, et tiré à 750 exemplaires.
Hall devient rapidement le principal propriétaire, mais il est incapable d'en tirer profit lui-même. L'éditeur londonien George Virtue (en) rachète la publication en 1848 et la renomme The Art Journal l'année suivante, tout en conservant Hall à son poste.

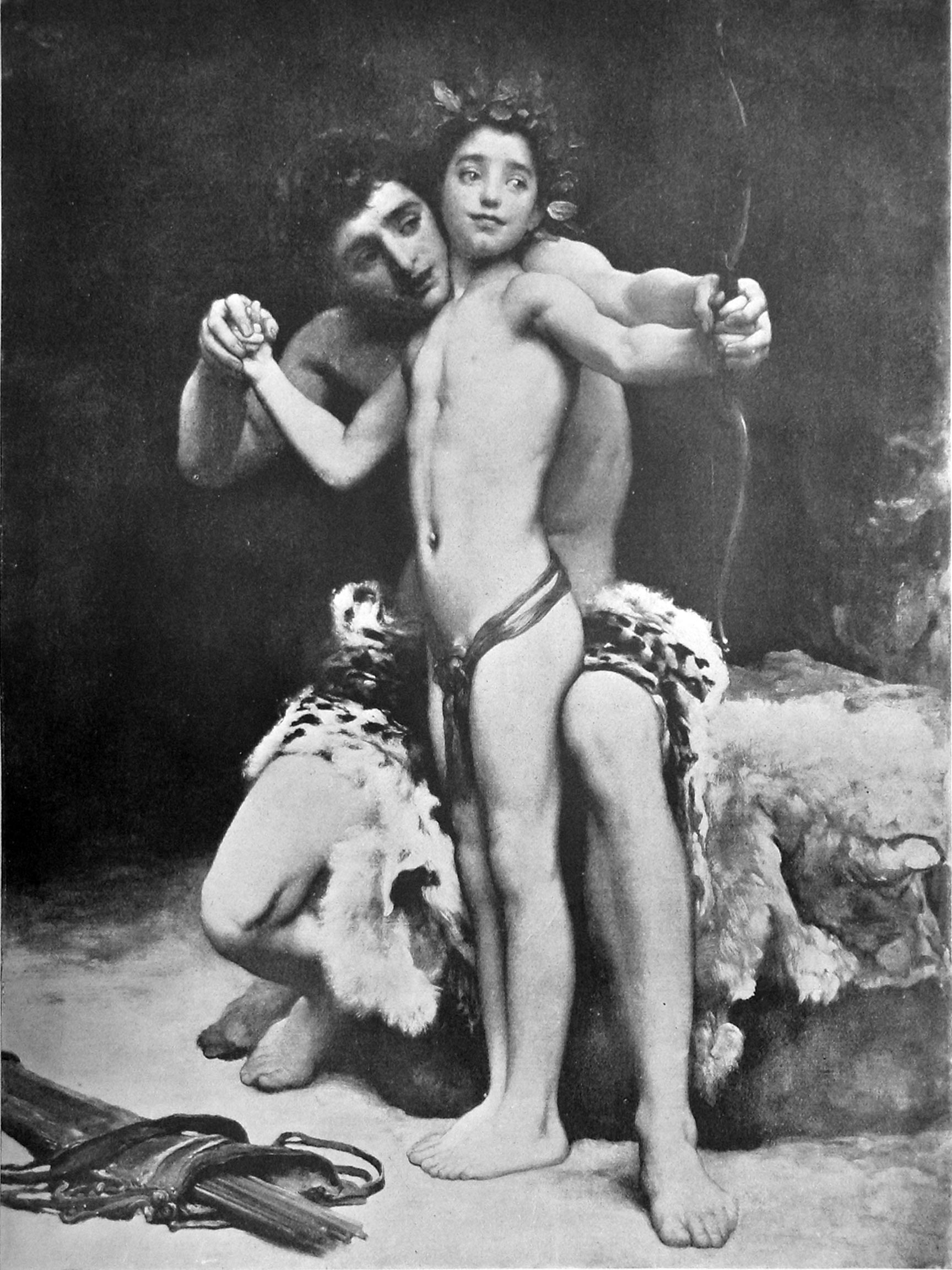
Hit de Frederic Leighton, présenté à l'occasion de l'Exposition universelle de 1900.

En 1851, les gravures de Hall, 150 illustrations provenant de la collection privée de la reine et du prince Albert, sont présentées dans The Art Journal dans le cadre de la « Grande Exposition de 1851, ». Le magazine publie de nombreux numéros spéciaux ou des suppléments, liés à des expositions (The Colonial and Indian Exhibition 1886 ; The illustrated catalogue of the Universal Exhibition) ou à des thématiques bien particulières (British art during her majesty's reign, being the royal jubilee number of the Art journal dedicated by special permission to her majesty the Queen).
Bien qu'elle soit populaire, la publication ne parvient toujours pas à être rentable et Hall se voit forcé de vendre les parts du journal qu'il lui reste à Virtue, restant néanmoins rédacteur en chef. En 1852, le journal devient enfin rentable,.
Hall expose en tant que rédacteur en chef les profits que les bureaux de douane gagnent grâce à l'importation d'estampe de vieux maître et montre comment les peintures sont fabriquées en Angleterre. The Art Journal acquiert ainsi une certaine notoriété pour sa façon honnête de présenter l'art, mais son opposition à falsifier et à désattribuer des vieux maîtres, tels que Raphaël et Titien, ralentit fortement le marché de ces œuvres.
Les premiers numéros du magazine soutiennent fortement les artistes de The Clique et après 1850, il s'associe aux opposants au mouvement émergeant du Préraphaélisme, que Hall considère comme étant réactionnaire. Ses articles attaquent le mouvement et le critique John Ruskin, qui s'en était fait l'avocat,.
À la suite du départ à la retraite de Hall en 1880, le journal change de ligne éditoriale et fait face à la forte concurrence de The Magazine of Art (en), lancé par le groupe britannique Cassell Petter & Galpin et la Fédération américaine des arts (en), et aux goûts du public qui ont changé, sous l'influence de l'impressionnisme. Au tournant du siècle, la montée en force de périodiques comme The Studio, fait que The Art Journal ne peut plus conserver sa place auprès des lecteurs en quête de modernité ; par la suite, une importante crise de la presse finit par entraîner sa disparition en 1912.

## Autres éditions

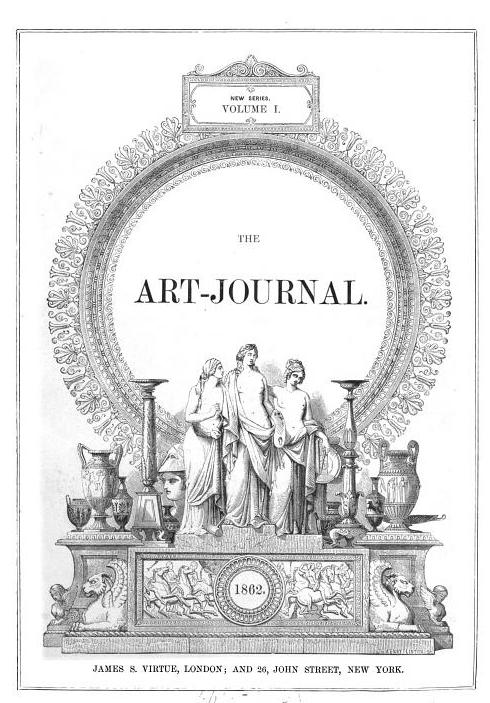
Couverture de l'édition de 1862

Une édition américaine du Art Journal a été publiée à New York de 1875 à 1887 par D. Appleton & co. avec comme sous-titre New Series (« nouvelle série »),,.
Par ailleurs, il semble qu'une édition en français soit conservée à la Erfgoedbibliotheek Hendrik Conscience d'Anvers.

## Les collaborateurs

### Direction du journal
| Rédacteur en chef        | Years     |
| ------------------------ | --------- |
| Samuel Carter Hall       | 1839–1880 |
| Marcus Bourne Huish (en) | 1881–1892 |
| David Croal Thomson      | 1892–1902 |

### Contributeurs

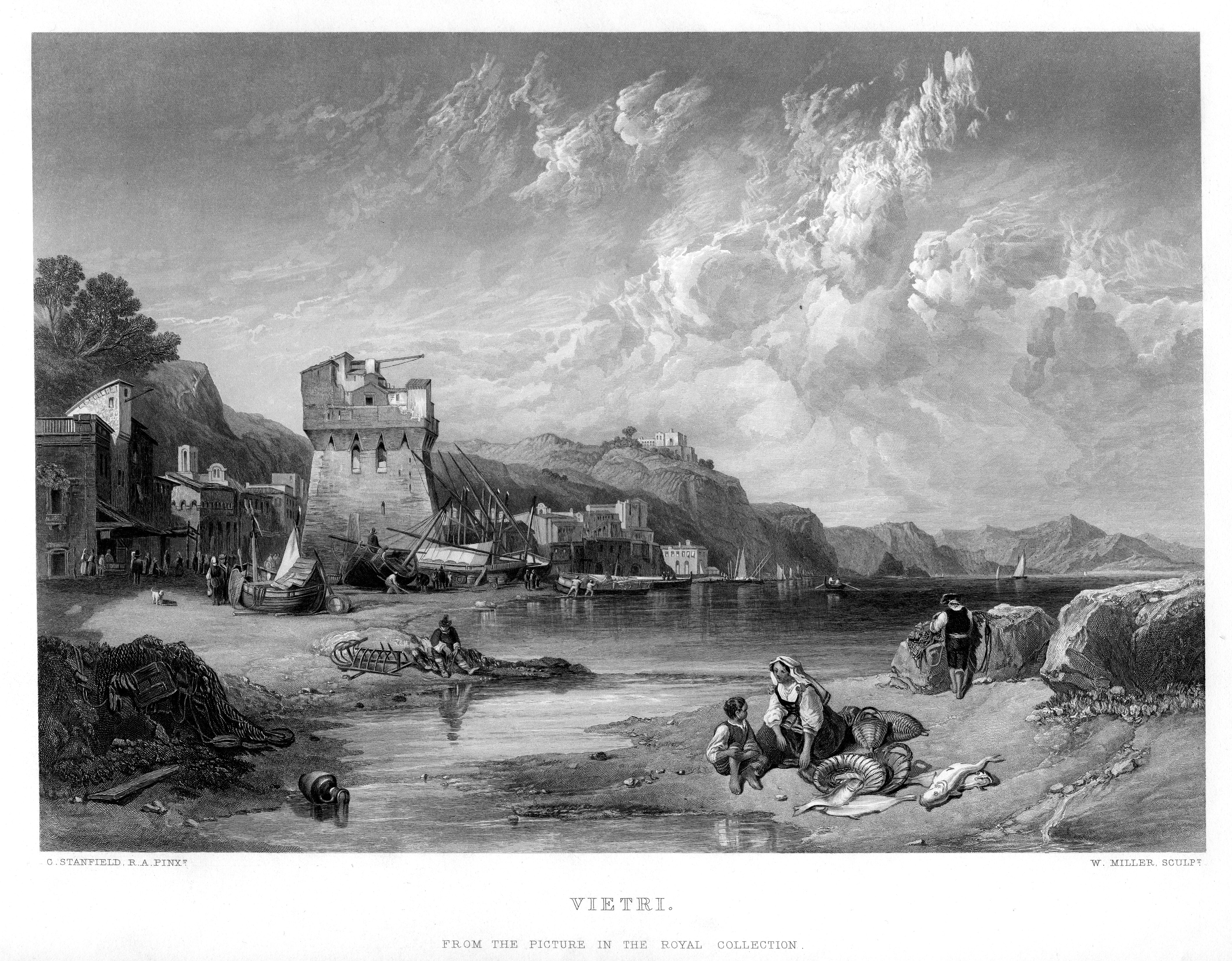
Vietri, gravure de William Miller d'après Clarkson Frederick Stanfield (The Art Journal (New Series), Volume V, 1859.

Les essayistes les plus remarquables de l’Art Journal sont Ralph Nicholson Wornum (en), Thomas Wright, Frederick William Fairholt (en), Edward Lewes Cutts, Alice Meynell et Llewellyn Jewitt.
Richard Austin Artlett (en) a exécuté une longue série de planches gravées représentant des sculptures. De nombreux graveurs ont illustré la revue, dont Ferdinand Joubert ou Robert Wallis, qui y publia ses interprétations de Turner (avant 1859).